# Петрово-Голеніщевська волость
Петрово-Голеніщевська волость — колишня адміністративно-територіальна одиниця Слов'яносербського повіту Катеринославської губернії.
Станом на 1886 рік складалася з 10 поселень, 9 сільських громад. Населення — 1443 особи (728 чоловічої статі та 715 — жіночої), 224 дворове господарство.
|                     | Площа, десятин | У тому числі орної, дес. |
| ------------------- | -------------- | ------------------------ |
| Сільських громад    | 1036           | 345                      |
| Приватної власності | 6639           | 1789                     |
| Іншої власності     | 1158           | 50                       |
| Загалом             | 8833           | 2184                     |

Найбільші поселення волості:
- Петрівка (Голеніщевка, Дмитрівка) — колишнє власницьке село при річці Лугань за 40 верст від повітового міста, 320 осіб, 53 двори. За 3 версти — паперова фабрика, кам'яновугільня копальня. За 5 верст — кам'яновугільня копальня. За 7 верст — лавка. За 7 верст — залізнична станція Варваропілля.
- Олександрівка (Стара Четчікова) — колишнє власницьке село при річці Лугань, 73 особи, 16 дворів, лавка.

За даними на 1908 рік волость було ліквідовано.